# Lake Chaubunagungamaug
Der Lake Chaubunagungamaug (auch Webster Lake, Chargoggagoggmanchauggagoggchaubunagungamaugg und etliche weitere inoffizielle Namen) ist ein See östlich von Webster im US-Bundesstaat Massachusetts – rund 70 km südwestlich von Boston unweit der Staatsgrenze zu Connecticut gelegen. Der relativ unbedeutende See ist für seine zahlreichen Alternativnamen bekannt, von denen einer die längste Ortsbezeichnung in den Vereinigten Staaten von Amerika darstellt.
Die Nipmucks und andere Stämme gaben ihm eine Reihe ähnlicher Namen, die von der überwiegenden Bevölkerung um Webster kaum auszusprechen sind. Daher bezeichnet sie ihn als Webster Lake. Die Schreibweise des langen Namens variiert häufig, selbst auf offiziellen Schildern in Seenähe.
Die ungefähre Bedeutung des Namens Chargoggagoggmanchauggagoggchaubunagungamaugg ist „Engländer bei den Manchaug bei den Fischgründen an der Grenze“. Manchaug war der Name einer der Stämme, die am Ufer des Sees lebten, der vor der Ankunft der Engländer als Chaubunagungamaugg oder „Fischgründe an der Grenze“ bekannt war. Der See war ein bekannter Fischfangort an der Grenze mehrerer Stammesgebiete und wurde deshalb auch häufig als Versammlungsort genutzt.
Larry Daly, Herausgeber der Webster Times, schrieb einen scherzhaften Artikel über den See und den Streit über die Bedeutung seines Namens. Er schlug die ironische Übersetzung „Du fischst auf deiner Seite, ich fische auf meiner Seite, niemand fischt in der Mitte“ vor, die auf so viel öffentliche Akzeptanz stieß, dass die tatsächliche Übersetzung weit weniger bekannt ist.

## Alternativnamen
- Chargog(g)agog(g)manchau(g)(gau(g))gagog(g)chaubunagungamau(g(g))
- Lake Webster / Webster Lake
- The Lakes of Quabage
- The Great Pond

und viele weitere.